# MyPaint
MyPaint je svobodný a otevřený bitmapový grafický editor pro malíře malující pomocí digitální techniky zaměřený na malování spíše než na upravování obrázků nebo jejich další zpracování. MyPaint je dostupný pro Microsoft Windows, macOS a Linux. Podobá se programu Corel Painter.

## Historie
Verze MyPaint až do 1.00 a sledování chyb/věcí souvisejících s programem byly hostovány Gna!.
MyPaint používá ovládací prvky (GUI) z GTK+ a od verze 1.2.0 používá GTK+ 3.

## Vlastnosti
Mezi schopnostmi MyPaint jsou:
- Podpora pro tlakově citlivá polohovací zařízení
- Knihovna dynamických štětců, samostatná pro začlenění do programů třetích stran
- Rozšiřitelnost
- Správa vrstev
- Jednoduché rozhraní
- Barevné kolo pro maskování barevného gamutu
- "Neohraničené" plátno nevyžadující stanovení velikosti obrázku na začátku

### Grafické tablety
Podpora tlakově citlivých polohovacích zařízení napodobuje přirozené malování a kreslení. Síla tlaku se dá přizpůsobit upravením křivky.

### Štětce a tužky
V základním balíku je již obsaženo mnoho různých tužek a štětců, a tyto se dají doplnit o štětcové vzory dalších výrobců. Je ale rovněž možné vytvořit si vlastní štětce. Editor štětců v Mypaint je velice obsáhlý nástroj na upravování a vytváření vlastních štětcových vzorů. Na stránce Wiki se nachází rozsáhlý návod projektu MyPaint.

### Vrstvy
MyPaint podporuje práci v úrovních, které lze navzájem přičítat různými způsoby. V době verze 1.0.0 byly v MyPaint dostupné režimy: normální, znásobení, nasvícení, pozměnění světlosti a obrazovka. Pečlivým plánováním práce je jimi možno docílit velmi složitých účinků. Lze nastavit různé podklady pro malování. V základním balíku je obsažen jejich výběr, jejž lze rozšířit vlastními předlohami.

## libmypaint
MyPaint má vlastní nástroj na zpracování štětců vyladěný pro použití s tlakově citlivými polohovacími zařízeními. V novějších verzích MyPaint byl tento nástroj rozložen do samostatně udržovaných knihoven libmypaint, aby se usnadnilo začlenění do jiných programů.
Knihovna štětců MyPaint je dostupná jako přídavný modul pro grafický editor Krita, a také vývojáři editoru GIMP hovoří o začlenění libmypaint do GIMPu.

## Pozornost sdělovacích prostředků
MyPaint používal David Revoy, hlavní výtvarník Sintelu (počítačově animovaný krátký film od Blender Institute, součásti organizace Blender Foundation).

## Původní souborový formát
Souborový formát PSD podniku Adobe změnil svoji licenci v roce 2006 a nyní je povolen vývoj jen těch aplikací, které jej používají, aby spolupracovaly se software firmy Adobe. Výsledkem je vývoj všeobecného grafického souborového formátu OpenRaster založeného na formátu Open Document. MyPaint Open Raster používá jako svůj výchozí formát, ale podporuje i ukládání obrázků do PNG nebo JPEG.